# Šatov
Šatov (deutsch Schattau) ist eine Minderstadt in Tschechien. Sie liegt sechs Kilometer südlich von Znojmo an der Grenze zu Österreich und gehört zum Okres Znojmo.

## Geographie
Der Weinort befindet sich am Bach Daníž in der Znojemská pahorkatina (Znaimer Hügelland). Nördlich erheben sich die Skalky (Süßenberg, 312 m. n.m.), im Südosten der Šibeničky (Galgenberg, 283 m n.m.). Am östlichen Ortsrand verläuft die Bahnstrecke Wien–Znojmo.
Nachbarorte sind Havraníky und Nový Šaldorf im Norden, Načeratice im Nordosten, Vrbovec und Chvalovice im Osten, Hatě und Kleinhaugsdorf im Südosten, Kleinriedenthal und Unterretzbach im Süden, Retz und Mitterretzbach im Südwesten sowie Hnanice im Westen.

## Geschichte

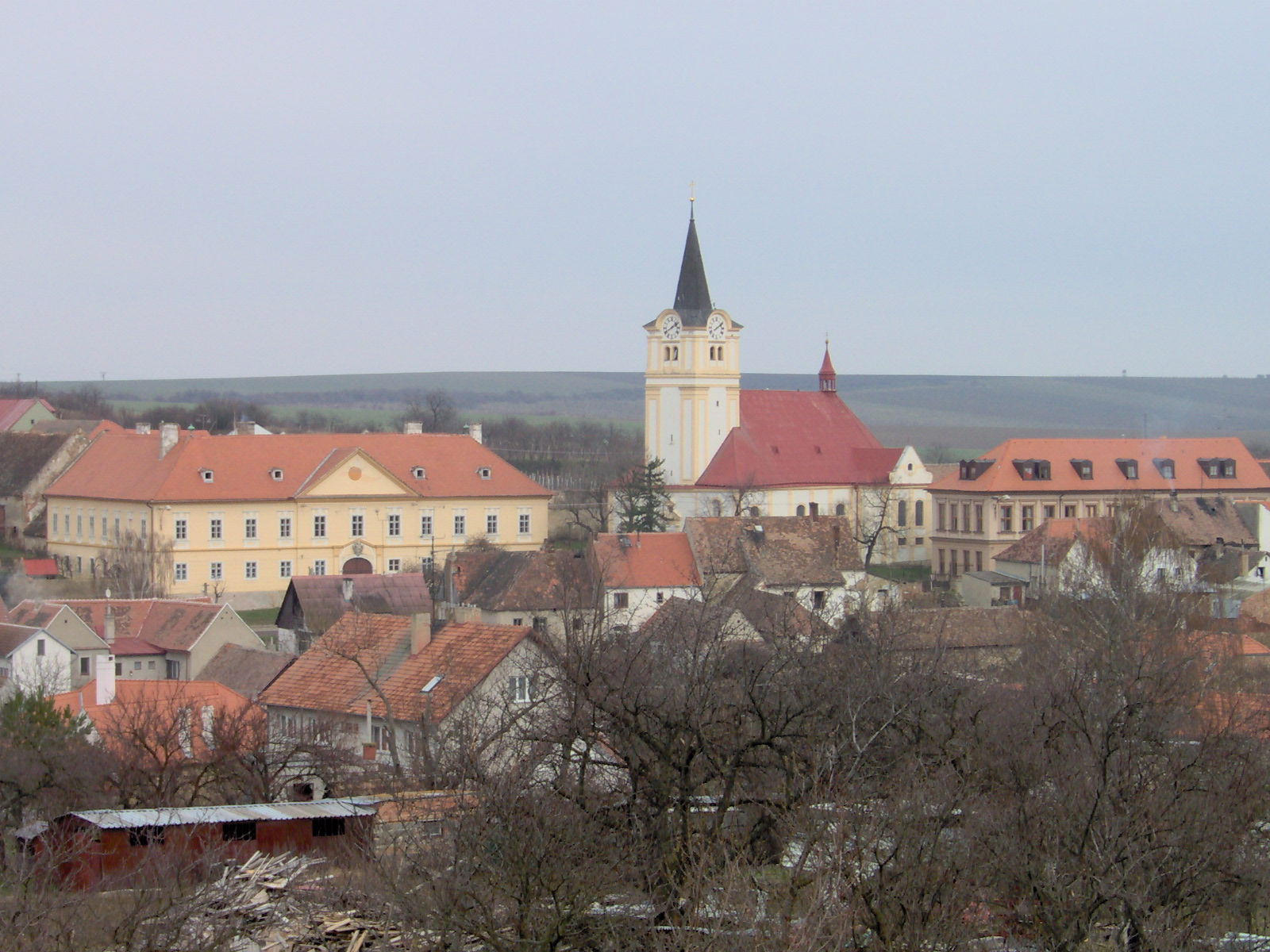
Šatov

Im 11. bis 13. Jahrhundert kam es zu einer großen Siedlungsbewegung von West nach Ost. Mähren wurde von 1031 bis 1305 von der Dynastie der Přemysliden regiert. Um größere Gebiete landwirtschaftlich zu nutzen und damit höhere Erträge zu erzielen, bewarben sie die Kolonisten mit Privilegien wie zehn Jahre Steuerfreiheit (deutsches Siedlerrecht). Bis zum Jahre 1150 wurde das Gebiet um Mikulov (Nikolsburg) und Znojmo (Znaim) von deutschen Einwanderern aus Niederösterreich besiedelt. Die bis 1945 gesprochene ui-Mundart und die Anlage des Dorfes bekunden, dass sie ursprünglich aus den bairischen Gebieten der Bistümer Regensburg und Passau stammten. Sie brachten neue landwirtschaftliche Geräte mit und führten die ertragreiche Dreifelderwirtschaft ein.
Zum ersten Mal urkundlich erwähnt wurde Šatov im Jahre 1201. Seit dem Jahr 1338 nannte man den Ort „Schattau“. Im Jahre 1373 erlaubte Markgraf Johann von Mähren dem Ort die Abhaltung eines achttägigen Jahrmarktes. Die Markterhebung erfolgte am 29. Juli 1497 durch König Wladislaus. Die Marktrechte und Privilegien wurden vom römisch-deutschen König und späteren Kaiser Ferdinand I. (1531), Kaiser Karl VI. (1727) und Maria Theresia (1747) erneut bestätigt. Ab dem Jahre 1586 wurde ein Schulmeister in Schattau genannt. Im Jahre 1601 wurde von Kaiser Rudolf II. ein weiterer Jahrmarkt gestattet. Ebenso hatte der Ort das Recht zur eigenen Gerichtsbarkeit, zu welcher der Galgen auf dem Galgenberg im Süden gehörte. Seit dem 16. Jahrhundert gehörte Schattau zur Herrschaft Frain (Frain), später kam der Ort zur Herrschaft Joslowitz. Ein kleiner Teil des Ortes kam später unter die Herrschaft des Klosters Bruck, bis zur Auflösung desselben unter Joseph II. 1609 wurde der Ort an Wolf Dietrich von Althan verkauft. Nach dessen Tode erbte seine Gemahlin Katharina geb. Kraig die Herrschaft. Bereits in dieser Zeit war Schattau für seinen guten Wein bekannt. Matriken werden seit 1637 geführt. Onlinesuche über das Landesarchiv Brünn. Im Jahre 1677 wütete die Pest im Ort und kostete 80 Schattauern das Leben. Ein Jahr später gingen 178 Bewohner des Ortes auf eine Wallfahrt nach Mariazell. Dabei sank das Schiff und nur 2 Leute konnten sich retten. Während des Ersten Schlesischen Krieges im Jahre 1742 war der Ort zwei Tage lang von 600 preußischen Soldaten besetzt. In den Jahren 1766 und 1767 wüteten Großbrände im Ort, welche 122 bzw. 147 Häuser zerstörten. Um 1787 wird eine zweiklassige Schule im Ort errichtet.

Pfarrkirche und Rathaus von Schattau

Während der Koalitionskriege litt Schattau in den Jahren 1805 und 1809 unter der Einquartierung von französischen Truppen. In den Jahren 1831 und 1832 brach die Cholera im Ort aus, welche 20 Opfer unter den Bewohnern forderte. Während der Revolution 1848/1849 wurde im März 1848 eine Nationalgarde aufgestellt. Diese üben einmal pro Woche mit Holzgewehren. Am 2. Dezember 1848 wurde die Nationalgarde jedoch wieder aufgelöst. 1864 wurde ein Gendarmerieposten im Ort eingerichtet. Ein wirtschaftlicher Aufschwung im Ort erfolgte nach dem Anschluss an die Nordwestbahnstrecke (1870) und der Eröffnung einer Tonwarenfabrik (1873). 1874 zerstörte ein Hochwasser einen Teil der Ortschaft. Um der steigenden Anzahl der Kinder im Ort eine Schulbildung zu ermöglichen, wurde im Jahre 1885 ein neues vierklassiges Schulgebäude gebaut und später sogar noch aufgestockt und auf fünf Klassen erweitert. 1888 wurde eine Freiwillige Feuerwehr in Schattau gegründet. Der Großteil der Schattauer lebte von der Vieh- und Landwirtschaft, wobei der in Südmähren seit Jahrhunderten gepflegte Weinbau eine besondere Rolle einnahm. In Folge der Reblausplage, die um 1864 in Schattau erstmals in Südmähren auftrat und sich bald weiter ausbreitete, wurde die Weinbaufläche um die Hälfte auf 259 ha vermindert und in der Folge nahmen die Flächen bis 1925 um zwei weitere Drittel ab. Neben dem üblichen Kleingewerbe gab es noch eine Ziegelei, eine Tonwarenfabrik und eine Mühle im Ort.

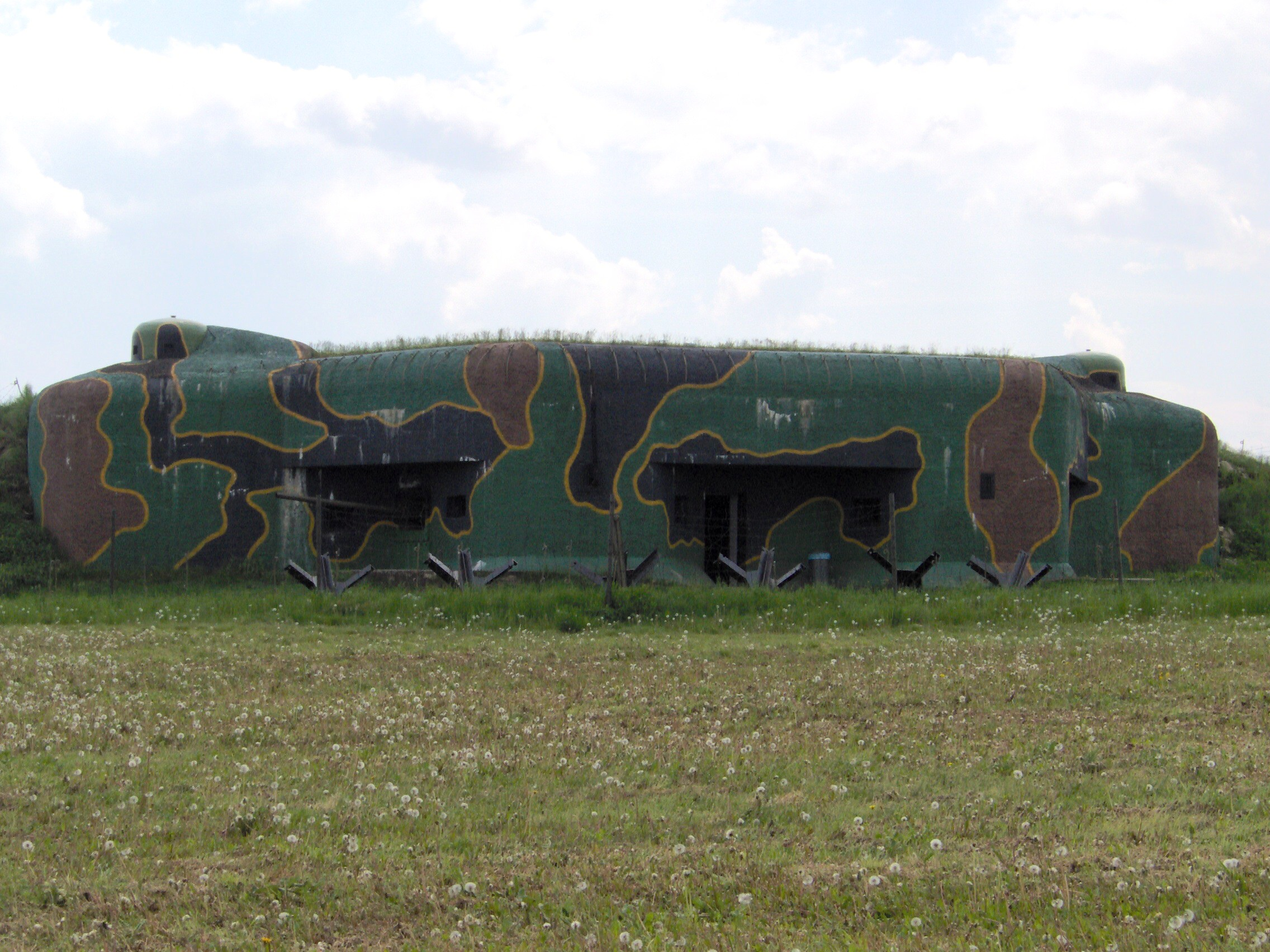
Befestigungsanlage des Tschechoslowakischen Walls in Šatov

Nach dem Zerfall Österreich-Ungarns wurde Mähren Teil der neu gegründeten Tschechoslowakei. Die Bewohner von Schattau waren 1910 zu 96 % Deutschsüdmährer. In der Zwischenkriegszeit kamen durch staatliche Maßnahmen wie die Bodenreform tschechische Siedler in das Dorf. 1919 wurde in der deutschen Schule eine tschechische Schule eingerichtet und 1923 für diese ein eigenes Gebäude gebaut. Der Anteil der deutschen Bevölkerung war innerhalb von 30 Jahren um 35 %, bis zum Volkszählungsjahr 1930 auf 61 % gesunken. Es kam innerhalb der Bevölkerung zu nationalen Spannungen. Als auch die von den Deutschen geforderte Autonomie nicht gewährt wurde und bewaffnete Konflikte drohten, nutzte dies Hitler-Deutschland, von den Westmächten die Zustimmung zur Abtretung der deutschsprachigen Randgebiete an Deutschland zu bekommen. In Folge des Münchner Abkommens gehörte Schattau vom 1. Oktober 1938 bis 1945 zum deutschen Reichsgau Niederdonau.
Nach dem Ende des Zweiten Weltkrieges am 8. Mai 1945 kam die Gemeinde wieder zur Tschechoslowakei zurück. Deutsche Schattauer flohen vor Nachkriegsexzessen, die zehn Todesopfer unter ihnen forderten, über die nahe Grenze nach Österreich. 58 noch zurückgebliebene Deutschsüdmährer wurden nach dem Potsdamer Kommuniqué zwischen dem 9. Juli und dem 18. September 1946 über Znaim nach Westdeutschland zwangsausgesiedelt und ihr Vermögen konfisziert. In Übereinstimmung mit den ursprünglichen Transfermodalitäten des Potsdamer Kommuniques mussten alle Sudetendeutschen aus Österreich nach Deutschland weiter transferiert werden.
Seit dem 22. Juni 2007 hat der Ort den Status einer Minderstadt.

## Wappen und Siegel
Durch die Privilegien aus dem Jahre 1497 war es der Gemeinde erlaubt, mit grünem Wachs zu siegeln. Das Siegel zeigt ein Renaissanceschild, dessen seitliche Spitzen bis in die Umschrift reichen, welche nur seitlich und oberhalb des Schildes angebracht ist. Im Schild ist ein Zinnenturm abgebildet, über dessen offenem, mit einem Fallgitter versehen Tor ein Schildchen angebracht ist Es enthält zwei schräg gekreuzte, gestümmelte Äste: das Wahrzeichen der Herren von Lichtenburg. Dieses Siegel besteht seit dem Jahr 1569.
Eine Besonderheit war im 17./18. Jahrhundert, dass ein Teil von Schattau dem Kloster Bruck unterstand. Dieses hatte für seine insgesamt sechs Schattauer Untertanen ein eigenes Siegel. Es war ein sechseckiges Gerichtssiegel, in dem unter dem Großbuchstaben „G“ aus einer Wiese drei zweiblättrige Blumen wachsen.
Das Wappen des Ortes zeigte: Im silbernen Schild einen roten Zinnenturm mit offenem Tor, goldenen Torflügeln und goldenem Fallgitter. Über dem Tor steht ein goldenes Schildchen, darin das Wahrzeichen der Herren von Lichtenburg, zwei schräg gekreuzte, gestümmelte schwarze Äste.

## Bevölkerungsentwicklung
| Volkszählung | Einwohner gesamt | Volkszugehörigkeit der Einwohner | Volkszugehörigkeit der Einwohner | Volkszugehörigkeit der Einwohner |
| Jahr         | Einwohner gesamt | Deutsche                         | Tschechen                        | Andere                           |
| ------------ | ---------------- | -------------------------------- | -------------------------------- | -------------------------------- |
| 1880         | 1700             | 1681                             | 18                               | 1                                |
| 1890         | 1963             | 1963                             | 0                                | 0                                |
| 1900         | 2494             | 2316                             | 168                              | 10                               |
| 1910         | 2323             | 2228                             | 76                               | 19                               |
| 1921         | 2079             | 1248                             | 691                              | 140                              |
| 1930         | 2065             | 1300                             | 658                              | 107                              |

## Persönlichkeiten
- Hellmut Diwald (1924–1993), Historiker und Ordinarius für Mittlere und Neuere Geschichte. Südmährischer Kulturpreisträger.
- Karl Hummel (1801–1879), ordentlicher Professor der Physik und Mathematik an der Universität Graz
- Ambros Ritter von Mras (1844–1902), k.u.k. Feldmarschall-Leutnant
- Alfred Hellepart (1926–1967), Bergsteiger

## Sehenswürdigkeiten

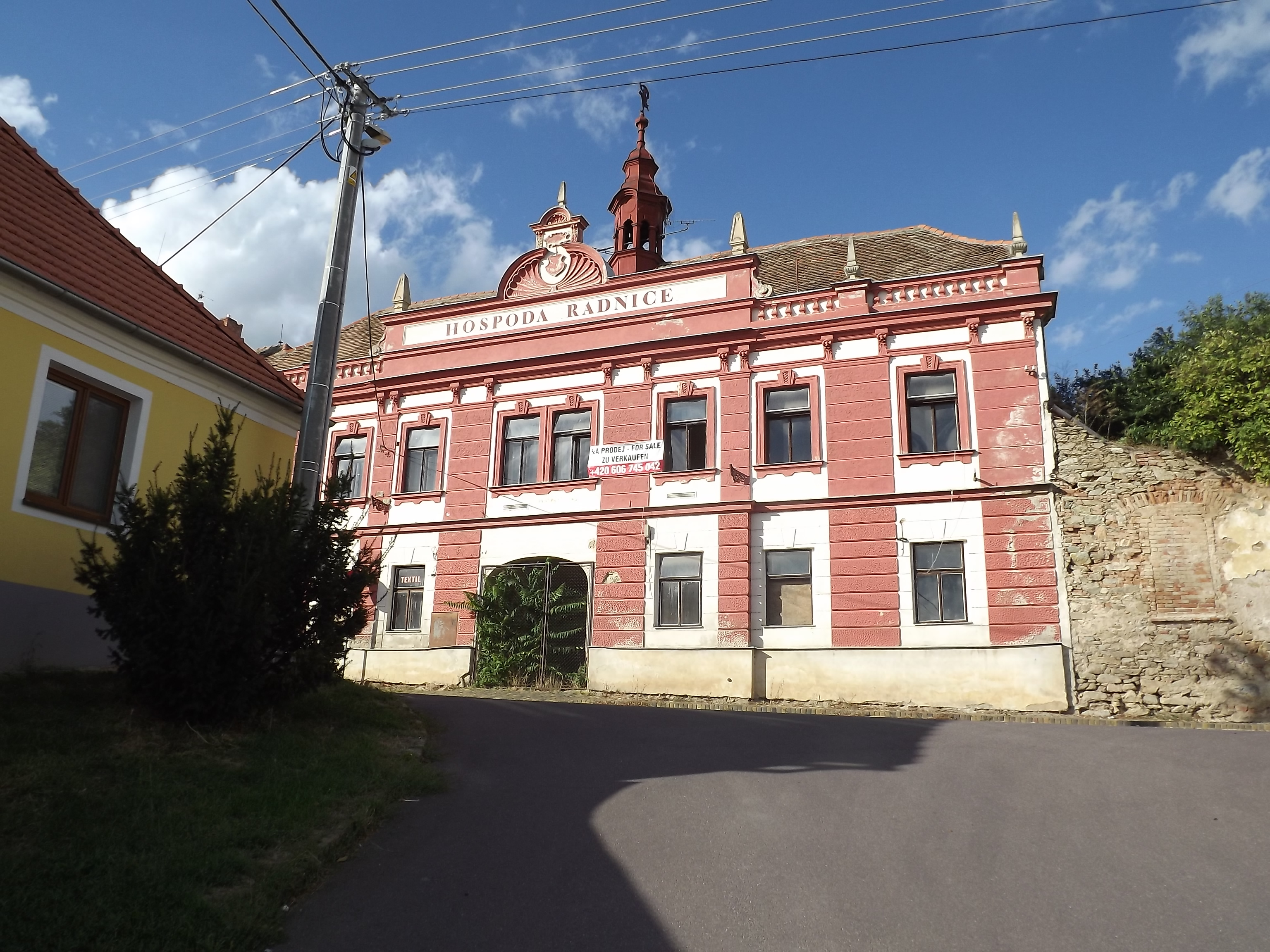
Das ehemalige Rathaus

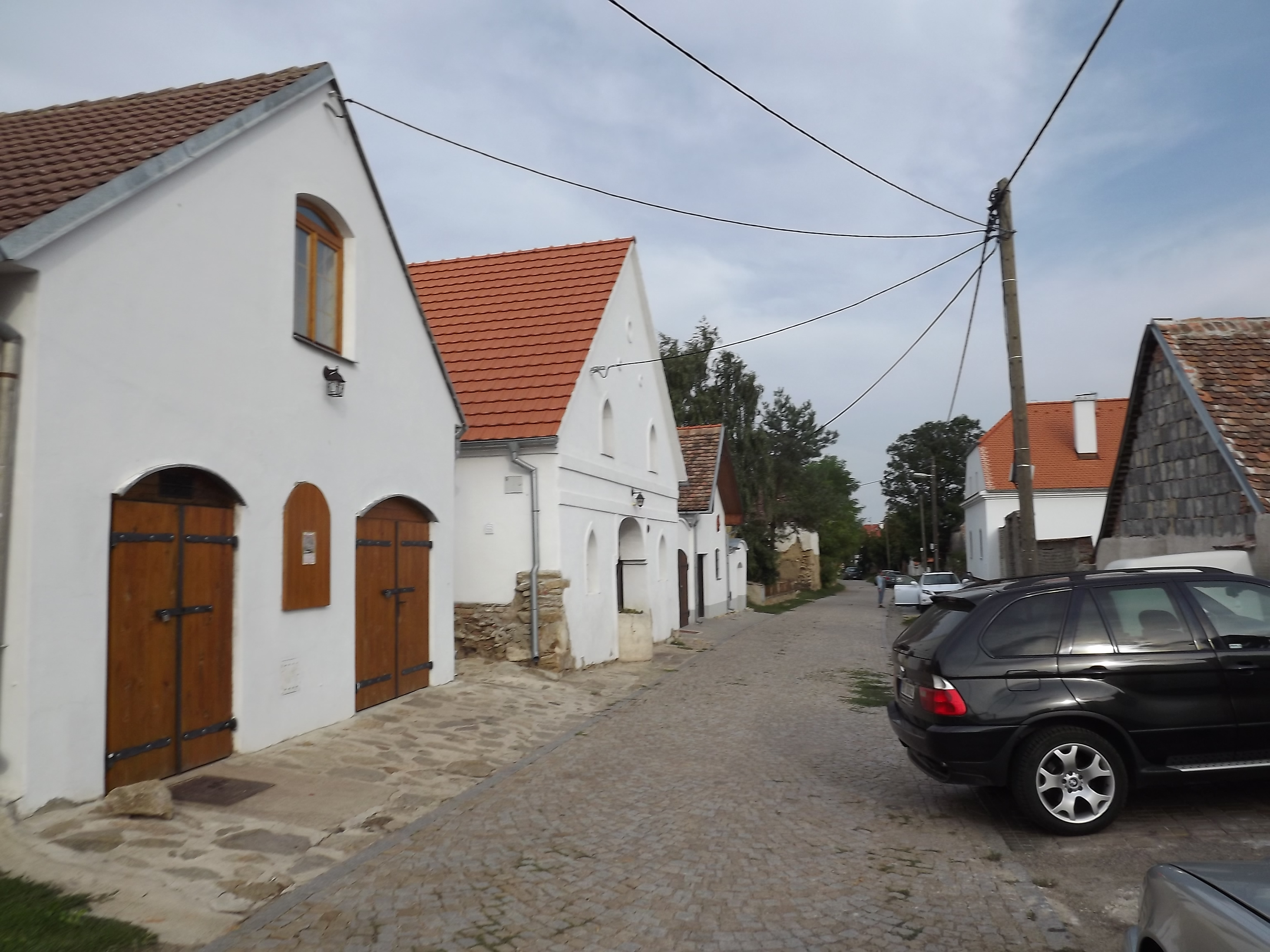
Kellergasse

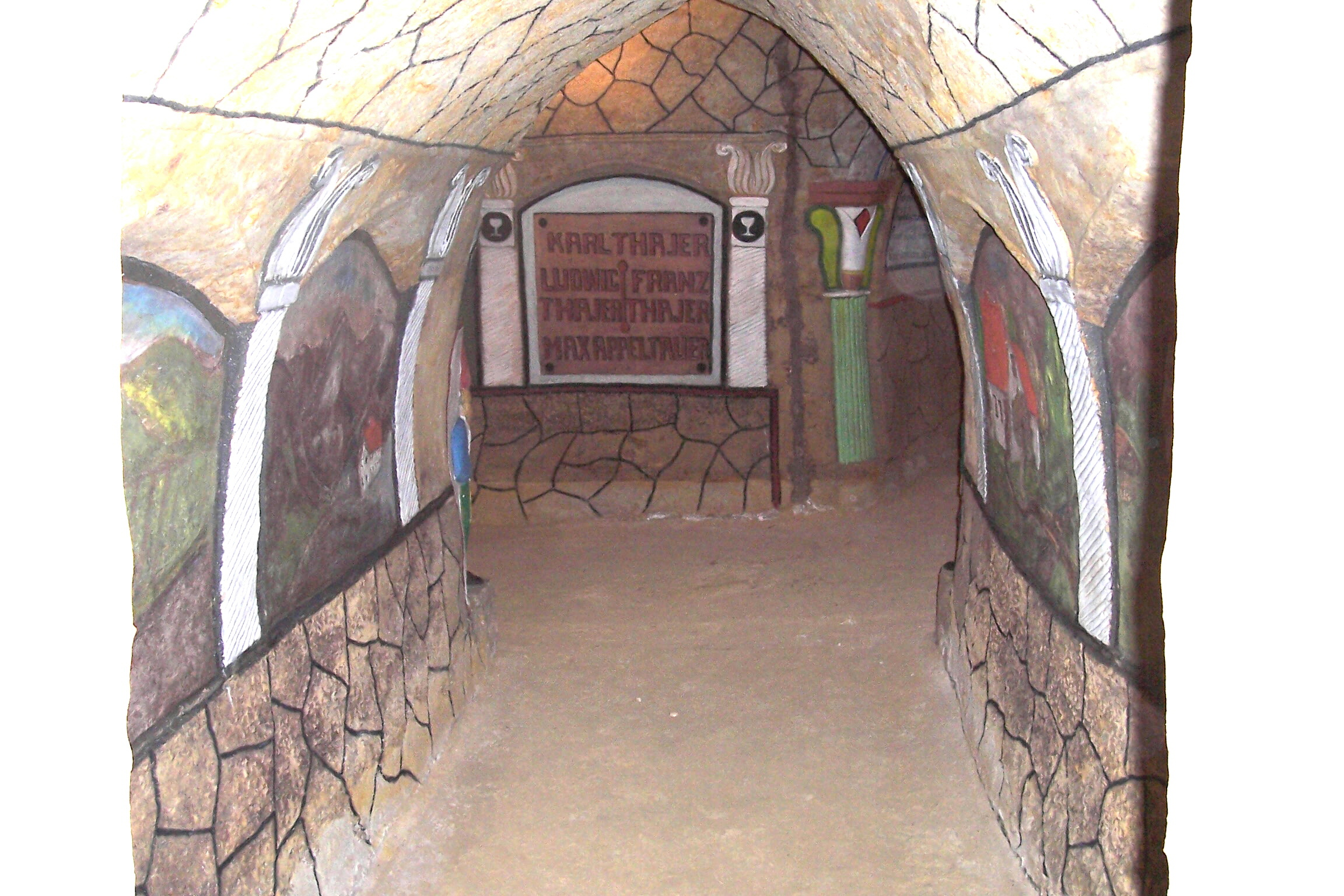
Weinkeller

- Pfarrkirche des hl. Martin, zuerst dem hl. Aegidius gewidmet, wurde nach dem Brand von 1656 wiederaufgebaut, Altarbild von Josef Winterhalter (1784). Der Hauptaltar wurde 1896 von Mathias Neubauer errichtet.
- Pfarrhof (17. Jahrhundert)
- Bildstöcke (Joh. von Nepomuk 1737, Vesperbild 17. Jahrhundert)
- Hl. Johannes von Nepomuk (2. Viertel 18. Jh.)
- Dreifaltigkeitssäule
- Kriegerdenkmal (1922)
- Rathaus, Umbau 1900
- Weinkeller
- Gelände des Tschechoslowakischen Walls (Areál československého opevnění Šatov), Außenstelle des Technischen Museums in Brünn

## Sagen aus dem Ort
- Der Weinkeller der Familie Thajer
- Eine abgeschlagene Bitte[17]